# Пели (река)
Пели река- река у централном делу Јукона, Канада. Једна од главних притока реке Јукон. Реци је име дао Канадски трговац и истраживач Роберт Кембел (енгл. Robert Campbell) у част Џонију Хенрију Пелију (енгл. John Henry Pelly) гувернеру Hudson’s Bay Company. Река извире у Селвин планинама (енгл. Selwyn Mountains) део Макензијевог планинског ланца. Улива се у реку Јукон код бившег трговачког места Форт Селкирка (енгл. Fort Selkirk). Дужина 608 км. Пловна за мање бродове око 320 км. Главне притоке су реке Макмилан (енгл. Macmillan river) и Рос (енгл. Ross river).